# Ovid's Banquet of Sense

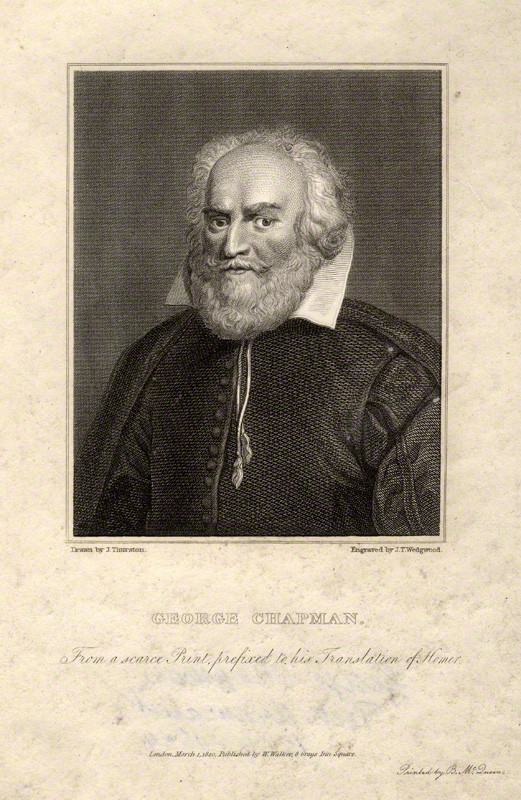
George Chapman

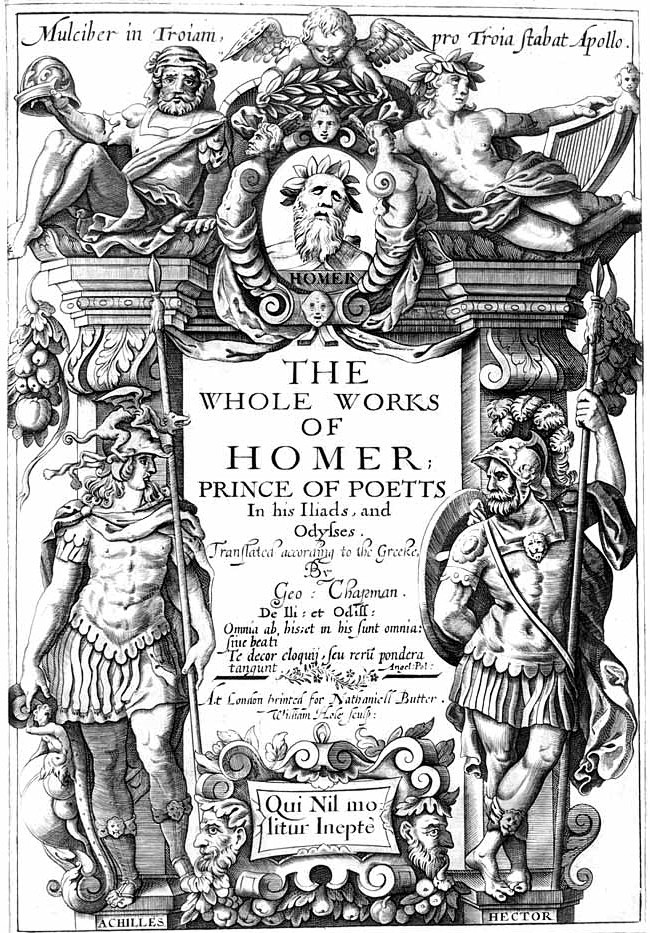
George Chapman został zapamiętany jako tłumacz dzieł Homera

Ovid's Banquet of Sense – poemat George’a Chapmana, opublikowany w 1595. Tematem utworu jest relacja między zmysłowością i duchowością, miłością ziemską a niebiańską. Poemat został napisany oryginalną strofą dziewięciowersową rymowaną ababcbcdd. Utwór włączyła do swojej antologii pomniejszych poematów elżbietańskich Elizabeth Story Donno.

The Earth, from heavenly light conceived heat,
Which mixed all her moyst parts with her dry,
When with right beames the Sun her bosome beat,
And with fit foode her Plants did nutrifie;
They (which to Earth, as to theyr Mother cling
In forked rootes) now sprinckled plenteously
With her warme breath ; did hasten to the spring,
Gather their proper forces, and extrude
All powre but that, with which they stood indude.

Zobacz też: Scillaes Metamorphosis, Salmacis and Hermaphroditus, Cephalus and Procris